# 勞勒爾鎮區 (印地安納州富蘭克林縣)
勞勒爾鎮區（英語：Laurel Township）是位於美國印地安納州富蘭克林縣的一個行政鎮區。

## 地方資料
根據2010年美國人口普查的數據，勞勒爾鎮區的面積為82.60平方千米，當中陸地面積為82.00平方千米，而水域面積為0.60平方千米。當地共有人口1634人，而人口密度為每平方千米19.78人。